# یواس‌اس زانیا (ای‌کی-۱۲۰)
یواس‌اس زانیا (ای‌کی-۱۲۰) (به انگلیسی: USS Zaniah (AK-120)) یک کشتی بود که طول آن ۴۴۱ فوت ۶ اینچ (۱۳۴٫۵۷ متر) بود. این کشتی در سال ۱۹۴۳ ساخته شد.